# Dolores Cannon
Dolores Cannon (St. Louis, Missouri, 15 april 1931 – Fayetteville, Arkansas, 18 oktober 2014) was een hypnotherapeute die zich specialiseerde in regressie- en reïncarnatietherapie.
Ze schreef 17 boeken over haar onderzoek naar hypnose en UFO's, die vertaald werden in meer dan 20 talen. Haar uit drie boekdelen bestaande serie "Conversations with Nostradamus" bevat de vertaling van bijna 1.000 profetieën.
Dolores Cannon was ook een UFO-onderzoekster gedurende 20 jaar en gebruikte haar kennis inzake regressietherapie om mensen te helpen die betrokken zouden zijn geweest bij ontvoeringen door buitenaardsen.
Ze vond een breed gehoor mede dankzij vele lezingen in het buitenland en artikels van en over haar in verscheidene internationale tijdschriften. Ook verscheen ze op talrijke televisie- en radioprogramma's.